# Pfarrkirche Altpölla

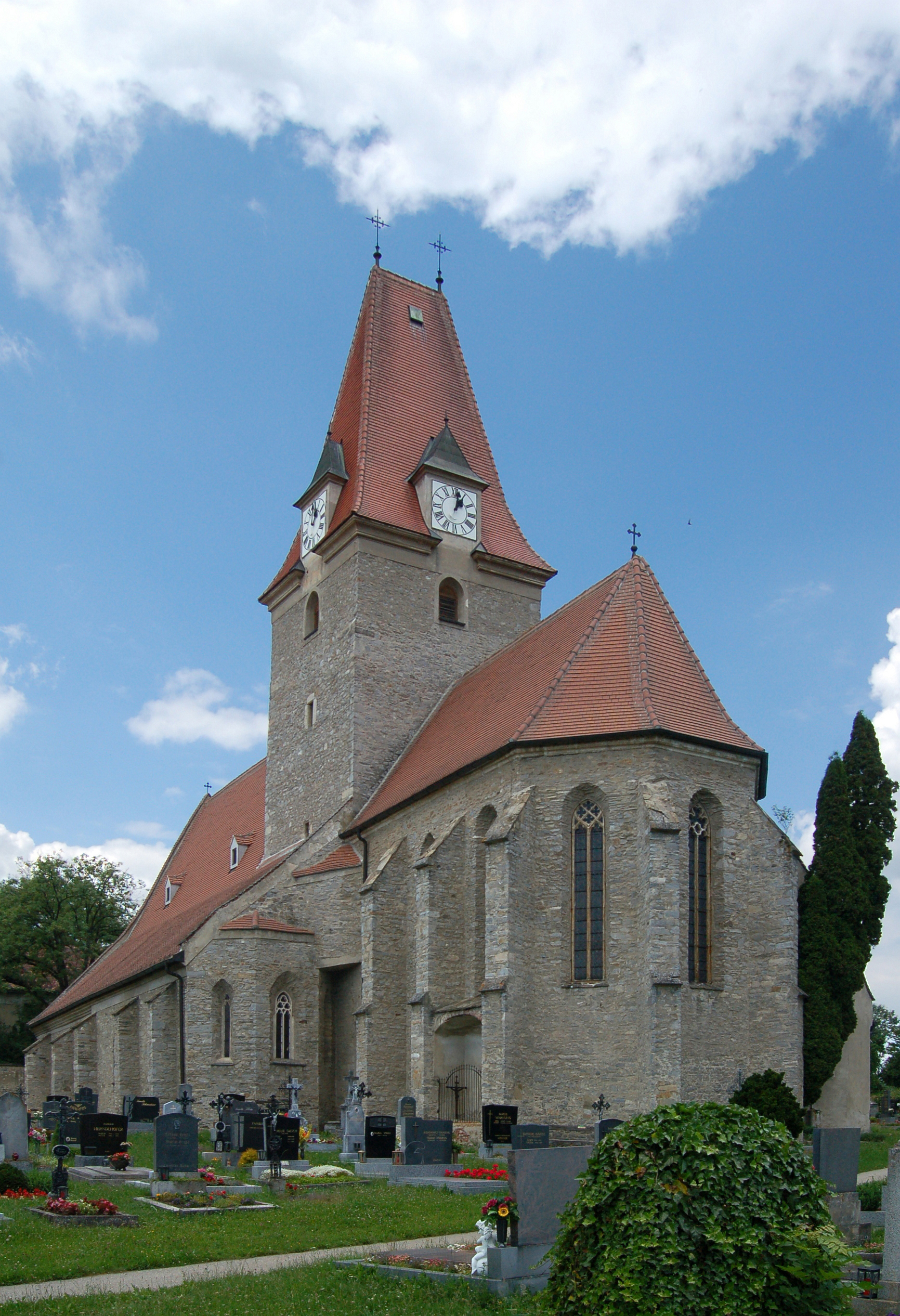
Kath. Pfarrkirche Mariä Himmelfahrt in Altpölla

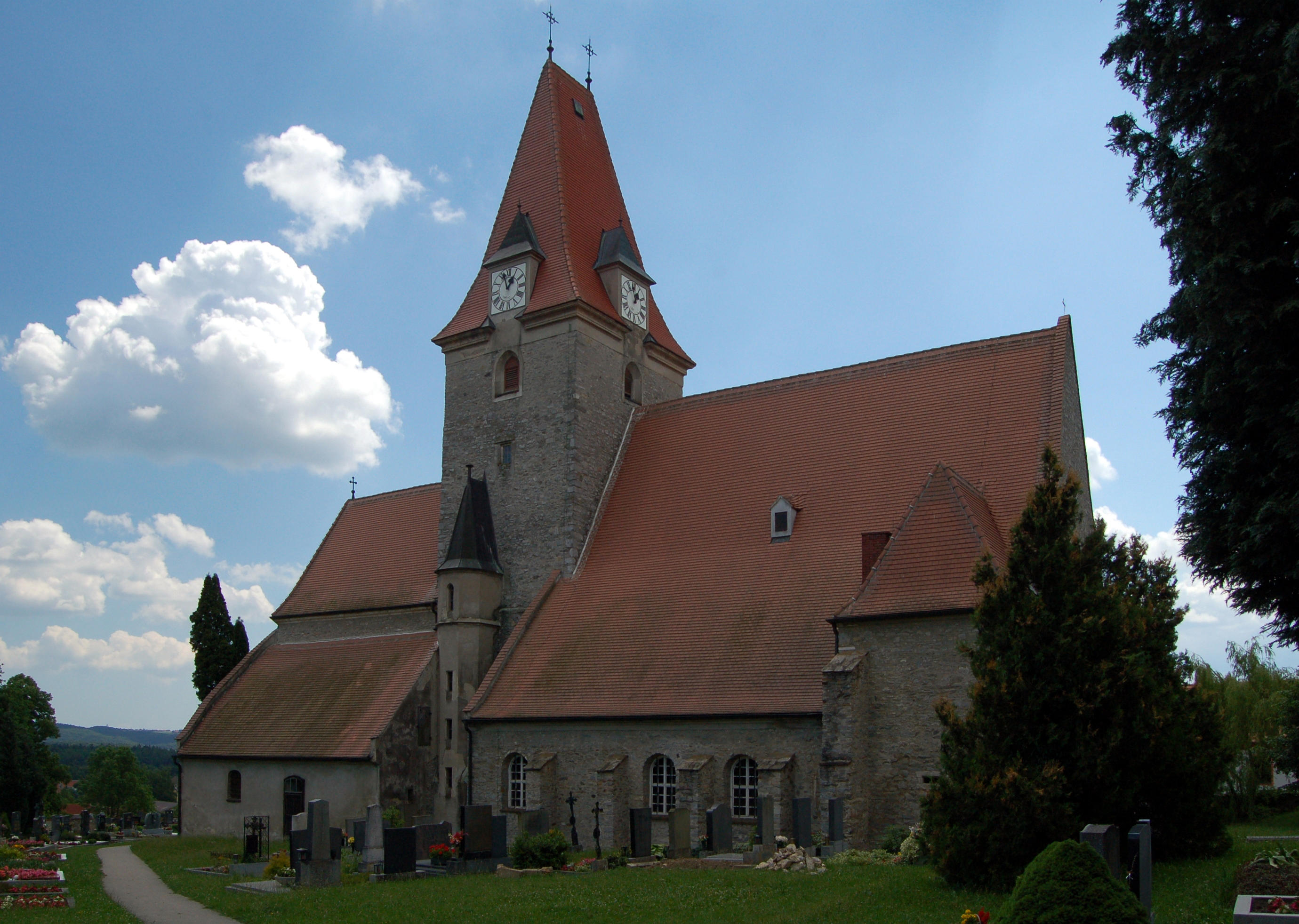
Blick über den Friedhof auf die Nordseite

Die römisch-katholische Pfarrkirche Altpölla steht auf einer Anhöhe im Westen des Ortes Altpölla in der Marktgemeinde Pölla im Bezirk Zwettl in Niederösterreich. Die auf Mariä Himmelfahrt geweihte Kirche gehört zum Dekanat Horn in der Diözese St. Pölten und ist eine der ältesten Pfarrkirchen im Waldviertel. Die gotische Pseudobasilika mit romanischem Kern steht unter Denkmalschutz.

## Baugeschichte
Der ursprüngliche Bau, eine romanische Ostturmkirche mit vermuteter Rundapsis, wurde vor und in der Mitte des 12. Jahrhunderts in zwei Bauphasen errichtet. Um 1300 wurde er südlich um eine Kapelle mit Gruft erweitert. Aus dem zweiten Drittel des 14. Jahrhunderts stammt der gotische Chor. Nach Zerstörung durch die Hussiten um die Mitte des 15. Jahrhunderts wurde das aus dem 14. Jahrhundert stammende Nordschiff sowie die Sakristei wiedererrichtet und das mit 1467 bezeichnete Südschiff neu gebaut. 1898 wurde der neugotische Kirchturm und im Jahr 1906 der Treppenturm an der Nordseite errichtet. 1951 bis 1954 wurde die Kirche restauriert.

## Außenbau
Das Äußere der Kirche wurde im Laufe der Zeit mehrmals umgestaltet und ist heute durch die gotischen Erweiterungen geprägt. Das breit gelagerte Langhaus aus heute unverputztem Bruchsteinmauerwerk hat ein hohes, geknicktes Satteldach. Die romanische Westfront ist im Bereich des Mittelschiffs von Spitzbogenfenstern und an der Seite von zwei romanischen Rundbogenfenstern durchbrochen. Im neugotischen Portalvorbau befinden sich Rundbogenfenster zwischen Strebepfeilern. Der Kapellenchor im Südosten ist frühgotisch. Er hat Maßwerkfenster und einen Fünfachtelschluss. Von dem Chorquadrat erhebt sich über der romanischen Basis ein neugotischer Turm mit spitzbogigen Schallfenstern, Uhrengaupen und einem spitzen Walmdach. 1906 wurde der polygonale, neugotische Treppenturm an der Nordseite errichtet. Der hochgotische Chor mit zweistufigen Strebepfeilern besitzt zweiteilige Maßwerkfenster. Der Sakristeianbau an der Nordseite mit Rundbogenfenster und kleinem gotischen Vierpassfenster stammt aus der Mitte des 15. Jahrhunderts und wurde im 18. Jahrhundert erweitert.

## Inneres
Das romanische Mittelschiff des dreischiffigen Langhauses war ursprünglich flach gedeckt, wurde jedoch in der Mitte des 15. Jahrhunderts mit einem dreijochigen Kreuzrippengewölbe auf abgefasten Diensten mit Wappen- und Rosettenschlusssteinen eingewölbt und in Spitzbogenarkaden zu den Seitenschiffen geöffnet. Am Dachboden ist unter den Ansätzen der ehemaligen Holzdecke noch ein frühgotisches Fries – eine Schablonenmalerei aus der Mitte des 14. Jahrhunderts – zu sehen. Die Musikempore im Mittelschiff ist von einem Flachbogen unterwölbt und wird 1706 urkundlich erwähnt.
Am östlichen Ende des Mittelschiffs liegt das romanische Chorquadrat aus der ersten Hälfte des 14. Jahrhunderts. Daran schließt leicht erhöht der zweijochige Chor mit Fünfachtelschluss an. Er hat ein Kreuzrippengewölbe auf gekehlten Kapitellen mit Kaffgesimsen und Hornkonsolen. Die Reliefs der drei Schlusssteine des Gewölbes stellen das Lamm Gottes, die Sonne und den Mond dar. Die spitzbogige Sessionsnische im Chor stammt vermutlich aus dem 15. Jahrhundert.
Die leicht erhöhte, einjochige Südkapelle mit Chorjoch dient heute als Chor des südlichen Seitenschiffs. Sie hat einen spitzbogigen Chorbogen und wie das Mittelschiff einen Fünfachtelschluss. Bündeldienste tragen ein Kreuzrippengewölbe mit Rosettenschlusssteinen. Das Südschiff hat drei kreuzrippengewölbte Joche und ist am mittleren Schlussstein mit 1467 bezeichnet. Ein spätgotisches, verstäbtes Schulterbogenportal führt zum Choraufgang.
Das kreuzrippengewölbte Nordschiff verfügte ursprünglich über fünf Joche. Das westliche Joch wurde in der Mitte des 19. Jahrhunderts beim Einbau der Empore abgemauert.

## Wandmalerei
Im Chorjoch der Südkapelle befindet sich eine Wandmalerei aus der ersten Hälfte des 14. Jahrhunderts, welche die Mantelspende des Heiligen Martin von Tours darstellt. Das Fresko wurde während der Restaurierung der Kirche im Jahr 1954 freigelegt und gesichert.

## Einrichtung
Der neugotische Hochaltar mit der Figurengruppe Mariä Himmelfahrt und Krönung, flankiert von den Heiligen Leopold, Katharina und Barbara, wurde 1906 von Michael Plakolb und Michael Hochmuth angefertigt. Der Altar des südlichen Seitenschiffs hat eine Marmormensa von Josef Friedl aus dem Jahr 1954 mit einem Altarblatt Kreuzigung Christi aus der Zeit um 1780. Der Altar des nördlichen Seitenschiffs hat ein Altarblatt Herz Jesu, bezeichnet mit F. Mayerhofer 1884.
Vom Ende des 17. Jahrhunderts stammt die frühbarocke Kanzel mit Madonna und Evangelistenfiguren in Nischen zwischen gewundenen Säulen. Der Schalldeckel wird von zwei großen Engelsfiguren getragen.
Die Orgel wurde 1848 von Franz Jüstel angefertigt. Zur weiteren Ausstattung zählen: Konsolenstatuen der Heiligen Florian und Sebastian aus der ersten Hälfte des 19. Jahrhunderts; Figuren der Christuskrönung und der Schutzmantelmadonna von Paul Pleschke aus dem Jahr 1951; ein ehemaliges Hochaltarbild Mariä Himmelfahrt, bezeichnet mit J. L. Daysinger 1780 an der nördlichen Chorwand; Kreuzwegbilder von Eduard Hofecker aus dem Jahr 1932; ein barockes Taufbecken aus der Mitte des 18. Jahrhunderts mit einer Figurengruppe der Taufe Christi am Deckel. Die Kirchturmglocken stammen großteils aus dem 13. Jahrhundert; darunter ist das älteste Stück des Kircheninventars, eine 320 kg schwere, roh gegossene Septimglocke aus der zweiten Hälfte des 13. Jahrhunderts, die eine der ältesten Glocken Niederösterreichs ist. Sie trägt die lateinische Inschrift ME RESONATE PIA MISERIS SVCVRRE MARIA AGLA TETRAGRAMMATON MESSIAS. Eine weitere Glocke wurde 1564 von Valentin Schreiber angefertigt.

## Grabsteine
Zum Inventar der Kirche gehören mehrere Grabsteine und Grabplatten:
- Grabplatte mit Stangenkreuz einer 1303 verstorbenen Person.
- Wappengrabstein von Anna Ebingberger († 1441).
- Wappengrabstein von Elisabeth und Wilhelm Missingdorf aus dem Jahr 1487.
- Wappengrabstein von Rosina Rauber aus dem Jahr 1513.
- Marmorgrabstein der Zwettler Pröpste Johannes Wassewicz († 1600) und Jeronimus Bold.
- Wappengrabsteine von Haimeran Goldten († 1550) und Kaspar Dominitsch († 1570).
- Priestergrabsteine von Petrus Schmartius aus dem Jahr 1630 und Johann Josef Siberhofer von 1780.
- Inschriftengrabsteine: Maria Hölzlin, 1771; Bernhard Hölz, 1754; Johann Kreizinger, 1725; Cooperator Johann Georgius Rippl, 174.; Johannes Sporer, 18. Jahrhundert.